# Аборти в Чилі
Аборти в Чилі заборонені законом без винятків. Чилійське законодавство про аборти вважають одним з найсуворіших у світі.

## Історія питання
Кодекс про охорону здоров'я від 1931 року дозволяв аборт за медичними показаннями, але пізніше 15 вересня 1989 року його скасував військовий уряд, аргументуючи це тим, що з огляду на прогрес у медицині цьому «більше немає виправдань». До заборони будь-яка жінка, чиє життя опинялося в небезпеці, могла добитися дозволу на аборт, якщо його ухвалювали двоє лікарів.
Сучасні закони про аборти прописані в статтях 342 - 345 кримінального кодексу в розділі «Злочини і правопорушення проти сімейного порядку та суспільної моралі» (ісп. Título VII: CRIMENES Y SIMPLES DELITOS CONTRA EL ORDEN DE LAS FAMILIAS Y CONTRA LA MORALIDAD PUBLICA). Кримінальний кодекс визначає аборт як акт насильства щодо жінки. Особа, яка виконала аборт за згодою жінки, також підлягає покаранню. Надання приміщення (та інше співробітництво) при проведенні аборту карається позбавленням волі на строк від 541 дня до трьох років. Стаття 19-1 конституції Чилі стверджує, що: «закон захищає життя тих хто ще не з'явився на світ».
Починаючи з 1990 року, законодавці надіслали в конгрес 15 біллів, які стосуються питань абортів, 12 у палату депутатів і 3 в Сенат. Половина з них спрямована на посилення міри покарання або на створення юридичних перешкод для легалізації абортів. Два інших біллі пропонують зведення пам'ятників «безвинним жертвам абортів». Чотири біллі пропонують дозволити аборти в разі виникнення ризику для життя матері, один — у випадку зґвалтування. Нині дев'ять біллів перебувають на розгляді, один відхилений. П'ять інших відправлені в архів, це означає, що їх не будуть обговорювати впродовж двох років. Два однакових біллі про дозвіл терапевтичних абортів (як це було до 1989 року) нині перебувають на розгляді в комісії з медичних питань палати депутатів, перший білль запропонований 23 січня 2003 а другий 19 березня 2009.
У листопаді 2004 року комітет ООН, простежуючи за дотриманням міжнародного акту з економічних, соціальних і культурних прав (CESCR) заявив, що Чилі «слід дозволити виконання абортів у разі насильства та інцесту». 2007 року Рада з прав людини ООН висловила занепокоєння щодо «недоречно суворого» законодавства країни про аборти, особливо у випадках коли життю матері загрожує небезпека . У березні 2009 року Управління Верховного комісара ООН з прав людини також висловило занепокоєння щодо «надзвичайно суворих законів про аборти» Чилі.

## Міркування про здоров'я матері
Турбота про високий рівень материнської смертності, який виник внаслідок нелегальних абортів, спонукала чилійський уряд 1964 року запустити програму планування сім'ї. Кількість смертей через нелегальні аборти впала зі 118 до 24 на 100 тис. народжень живими в період від 1964 до 1979 року.
Також відзначалося значне зниження материнських смертей через аборти в період з 1990 по 2000 рік. Експерти пояснюють зменшення в цей період абортів збільшеним використанням стерилізації та антибіотиків, шпиталізаціями, які проводять нелегальні абортарії, збільшенням доступності мізопростолу (препарату для медикаментозних абортів) і збільшенням використання контрацептивів.
В період з 2000 по 2004 рік аборти були третьою за поширеністю причиною материнської смертності по країні (12 % материнських смертей). За неточним статистичними даними у період з 2000 по 2002 рік у країні проведено 132-160 тис. абортів.
Дослідження, проведене 1997 року, показало, що більшість з вісімдесяти жінок, засуджених в Сантьяго за те, що вони зробили аборт, були молодими матерями-одиночками, домогосподарками що перебралися в місто з сільських районів. Переважна більшість жінок опинилися в лікарнях, де вони отримували лікування після ускладнень. Вони не мали юридичних представників або їхні інтереси в суді відстоювали недосвідчені студенти-юристи.

## Опитування громадської думки
Згідно з даними огляду організації MORI, 26% чилійців вважали що аборт «виправданий» (1990 року так вважали 18% чилійців). 
У липні 2008 року недержавна організація Corporación Humanas встановила що 79,2% опитаних чилійських жінок вважають, що аборти слід декриміналізувати, якщо життя вагітної жінки перебуває в небезпеці, 67,9% сказали, що аборти потрібно невідкладно дозволити. Згідно з дослідженням 74,0% жінок вважає, що аборти мають бути дозволені у випадках зґвалтування, 70,1% жінок вважає, що аборти потрібно дозволити у випадках аномального розвитку плоду, 24% висловилися за дозвіл абортів у всіх випадках, якщо жінка бачить у цьому необхідність.
У березні 2009 року відбулося загальнонаціональне телефонне опитування, результати якого опублікувала газета La Tercera. 67% опитаних були налаштовані проти абортів, 19% й 11% — за їх застосування в надзвичайних випадках. Щодо терапевтичних абортів (коли життя вагітної жінки перебуває під загрозою) 48% були за, 3% тільки в надзвичайних випадках, 47% — проти. У разі, якщо дефект розвитку дитини або захворювання швидше за все призведе до смерті дитини, 51% висловився проти дозволу абортів, 45% — за, 2% — за тільки в надзвичайних випадках. 83% висловилися проти аборту у разі вагітності неповнолітньої дівчини, яка практикувала незахищений секс, 14% — за. У разі зґвалтування 57% - за, а 39% — проти.
Опитування, проведене в жовтні 2009 року і опубліковане університетом Дієго Порталеса (Universidad Diego Portales), охопило 85% міських районів Чилі. Згідно з ним, більшість (80%) виступали проти абортів у випадках, коли вагітна жінка або [подружня] пара не мають коштів на виховання дитини, і коли плід має «серйозний дефект» (51 %). З іншого боку, більшість висловилася за дозвіл абортів у випадках, коли життя вагітної жінки перебуває в небезпеці (63%), а також у разі зґвалтування (64%).